# کارل سنسکی
کارل سنسکی (چکی: Karel Senecký؛ ۱۷ مارس ۱۹۱۹ – ۲۸ آوریل ۱۹۷۹) یک بازیکن فوتبال اهل چکسلواکی بود.

## باشگاهی
از باشگاه‌هایی که در آن بازی کرده‌است می‌توان به باشگاه فوتبال اسپارتا پراگ اشاره کرد.

## تیم ملی
وی سابقه ۲۱ بازی در تیم ملی فوتبال چکسلواکی را در کارنامه دارد.